# Concepción Arenal
Concepción Arenal (Ferrol, 31 de janeiro de 1820 — Vigo, 4 de fevereiro de 1893) foi uma proeminente escritora e advogada galega. Trabalhou como agente penitenciária licenciada em Direito, foi jornalista e escritora, pioneira do feminismo espanhol e integrante do movimento do realismo literário.
Era membro da Sociedade de San Vicente de Paul, onde colaborou ativamente desde 1859. Defendeu por meio de suas publicações o trabalho feito pelas comunidades religiosas na Espanha. Simpatizou com algumas personalidades da época, como Federico de Castro e chegou a colaborar com o Boletín de Libre Enseñanza (BILE). Denunciou arduamente a situação carcerária de homens e mulheres no país, a miséria das casas de saúde popular e a condição da mulher no século vigente na época, alinhado com o ideal sufragista, tendo sido uma das precursoras do movimento na Espanha.

## Biografia

### Primeiros anos
Nascida em Ferrol, na província da Corunha, em 1820, Concepción era filha do general-de-brigada Ángel Arenal Cuesta e de María Concepción Ponte Mandiá Tenreiro. Seu pai lutou na Guerra Peninsular e publicou um livro com ideias sobre o sistema militar espanhol e sua constituição. Apoiou também as rebeliões na Galiza e foi julgado por um tribunal militar por seus ideais liberais, vindo a falecer em 26 de janeiro de 1829, deixando uma viúva e seus três filhos, que tiveram que se mudar para a casa da avó paterna, na aldeia de Armaño, na Cantábria.
Em 1834, María Concepción se mudou para Madrid com duas filhas, com a ajuda de Antonio Tenreiro, segundo conde de Vigo. Concepción teve uma firme formação católica e teve várias aulas de leitura e escrita por conta disso. Sabe-se por cartas pessoais que já adolescente, Concepción flertava com ideais liberais, tal como seu pai. Concepción estudava em um colégio para meninas de classes abastadas, com um tipo de educação que mais tarde ela própria criticaria por se tratar da "arte de perder o tempo". Mas a maior parte da sua cultura e formação conseguiu-a de jeito autodidata, especialmente pela leitura. Desde muito jovem expressava o desejo de se tornar advogada.

### Universidade
Concepción voltou brevemente para a vila de Armaño para cuidar da avó adoentada e retornou a Madrid em 1841 quando sua mãe morreu em 29 de abril do mesmo ano, com quem não se dava muito bem. Ingressou na universidade algum tempo depois, onde um mito conta que ela se vestia de homem para poder frequentar às aulas do curso de Direito da Universidade Central de Madri. Como mulheres foram proibidas de assistir às aulas em ambiente universitário algum tempo depois, é bem provável que vestir-se de homem fosse sua única saída.
Em 10 de abril de 1849, casou-se com o advogado e escritor Fernando García Carrasco, na paróquia de San Ildefonso, em Madrid. Conheceu Fernando ainda na universidade, com quem compartilhava o trabalho intelectual e suas inquietações libertárias, colaborando com ele no jornal liberal Iberia. O casal teve três filhos: Concepción, que morreu antes de fazer os dois anos, Ramón, que também morreu prematuramente, e Fernando. Concepción fica viúva em 1857, quando o marido morre acometido de tuberculose.

## Trabalhos sociais
Viúva e com dois filhos, Concepción mudou-se para Potes, na Cantábria, onde conheceu um jovem músico, chamado Jesús de Monasterio, aluno de Santiago Masarnau Fernández, primeiro presidente das Conferencias de San Vicente de Paúl. De fortes convicções católicas, Jesús se interessou pelas atividades humanitárias desenvolvidas por Concepción e a influenciou a criar em 1859 o grupo feminino das Conferencias de San Vicente de Paúl, em Potes. Aí se inicia um período de intensa atividade humanitária de sua parte, em especial com mães e mulheres solteiras.
Como fruto de sua experiência dentro da sociedade, Concepción escreveu La beneficencia, la filantropía y la caridad (1861), que dedicou a Juana de Vega, Condessa de Espoz e Mina. O livro também foi apresentado em um concurso promovido pela Academia Real de Ciências Morais e Políticas, sob o nome de seu filho Fernando, então com dez anos de idade. Após uma série de conflitos sobre a maneira incorreta de entrar com seu trabalho no concurso, ela recebeu o prêmio e foi a primeira mulher a receber um prêmio da Academia. Neste trabalho, Concepción aponta a influência da religião católica no desenvolvimento do espírito de caridade, que em nosso país, segundo Arenal, deu origem a uma multidão de asilos piedosos:
| “ | O território recuperado, palma a palma, pela e para a pátria e a religião cristã, também foi feita para a beneficência que voltou a oferecer asilos para a dor e proteção das infelicidades. As fundações de casas piedosas foram multiplicadas sob várias formas e com diferentes objetivos. Hospedando peregrinos, acolhendo transeuntes, oferecendo asilos a pessoas idosas e desamparadas, amparando a pobreza, ajudando os doentes, cuidando dos convalescentes, provendo as pobres donzelas, fornecendo meios de seguir a carreira eclesiástica para aqueles que não o tinham e provendo escolas; foram as principais criações da caridade. | ” |

Seu ensaio enfatizava a importância da caridade como uma virtude cristã, fazendo alusão aos trabalhos de San Juan de Dios, em Granada. Graças ao seu trabalho, multiplicaram-se os orfanatos e asilos pela Espanha para atender aos mias pobres, assim como escolas públicas e gratuitas. Concepción acreditava que era função no Estado de regular as associações filantrópicas, apoiar e dar assistência às iniciativas privadas e defender a presença de corporações e associações religiosas, como um poderoso auxiliar para a caridade.

## Trabalho penitenciário
Pouco tempo depois, publicou Manual del visitador del pobre, obra que foi traduzida para o inglês, italiano, alemão, francês e polonês, vindo a chamar a atenção de Antonio de Mena y Zorrilla, então diretor geral dos estabelecimentos penais, e de Florencio Rodríguez Vaamonde,ministro da justiça no gabinete do presidente Joaquín Francisco Pacheco da inspetoria de presídios femininos. Essa atenção lhe rendeu o título de primeira visitadora de prisões de mulheres, em 1863, cargo que exerceu até 1865.
Publicou vários ensaios, livros e poesias, como Cartas a los delincuentes (1865), Oda a la esclavitud (1866), El reo, el pueblo y el verdugo e La ejecución de la pena de muerte (1867). Em 1868, foi nomeada inspetora das casas correcionais femininas e três anos depois começou a colaborar com a revista La Voz de la Caridad, de Madri, onde escreveu durante 14 anos sobre as misérias do mundo e a importância da caridade.
A polêmica desencadeada pelo decreto de Amadeu I que garantia liberdade de cultos, em 1871, levou Concepción a sair em defesa das casas de caridade. Em seu artigo La Voz de la Caridad, ela considera de grande importância a presença da religião cristã nos estabelecimentos com fins sociais e pede ao Estado que, assim como considera a liberdade como a não imposição da religião, da mesma forma não deve suprimi-la.

## Apoio ao feminismo
Concepción Arenal foi uma das pioneiras do feminismo na Espanha. Sua primeira obra sobre os direitos das mulheres foi La mujer del porvenir (1869), onde critica as teorias que defendiam a inferioridade da mulher baseada em razões biológicas. Defendia o acesso da mulher a todos os níveis educacionais uma vez que considerava que as mulheres eram tão ou mais aptas a exercer qualquer tipo de função. Tampouco é inicialmente a favor de sua própria participação política diante do risco de sofrer algum tipo de represália e abandonar o lar e a família, embora ela escreva mais tarde:
| “ | É um erro grave e um dos mais danosos, inculcar uma mulher cuja única missão é a de esposa e mãe [...]. A primeira coisa que uma mulher precisa é afirmar sua personalidade, independentemente de seu estado, e estar convencida de que, solteira, casada ou viúva, ela tem direitos para cumprir, direitos a reivindicar, dignidade que não depende de ninguém, um trabalho a fazer e uma ideia de isso é sério, de que a vida é sua e que, se for levada como um jogo, ela inevitavelmente será um brinquedo. | ” |

Concepción manteve contato com os intelectuais krausismo espanhol. Era uma admiradora do trabalho para a educação feminina realizada por Fernando de Castro e Pajares e foi membro do Conselho de Administração do Ateniense Artístico e Literário de Senhoras e permaneceu atenta ao progresso realizado pela Associação para o Ensino das Mulheres; anos depois, ela ainda colaboraria assiduamente no Boletim da Instituição Livre de Inquisição com artigos sobre temas penais e feministas.

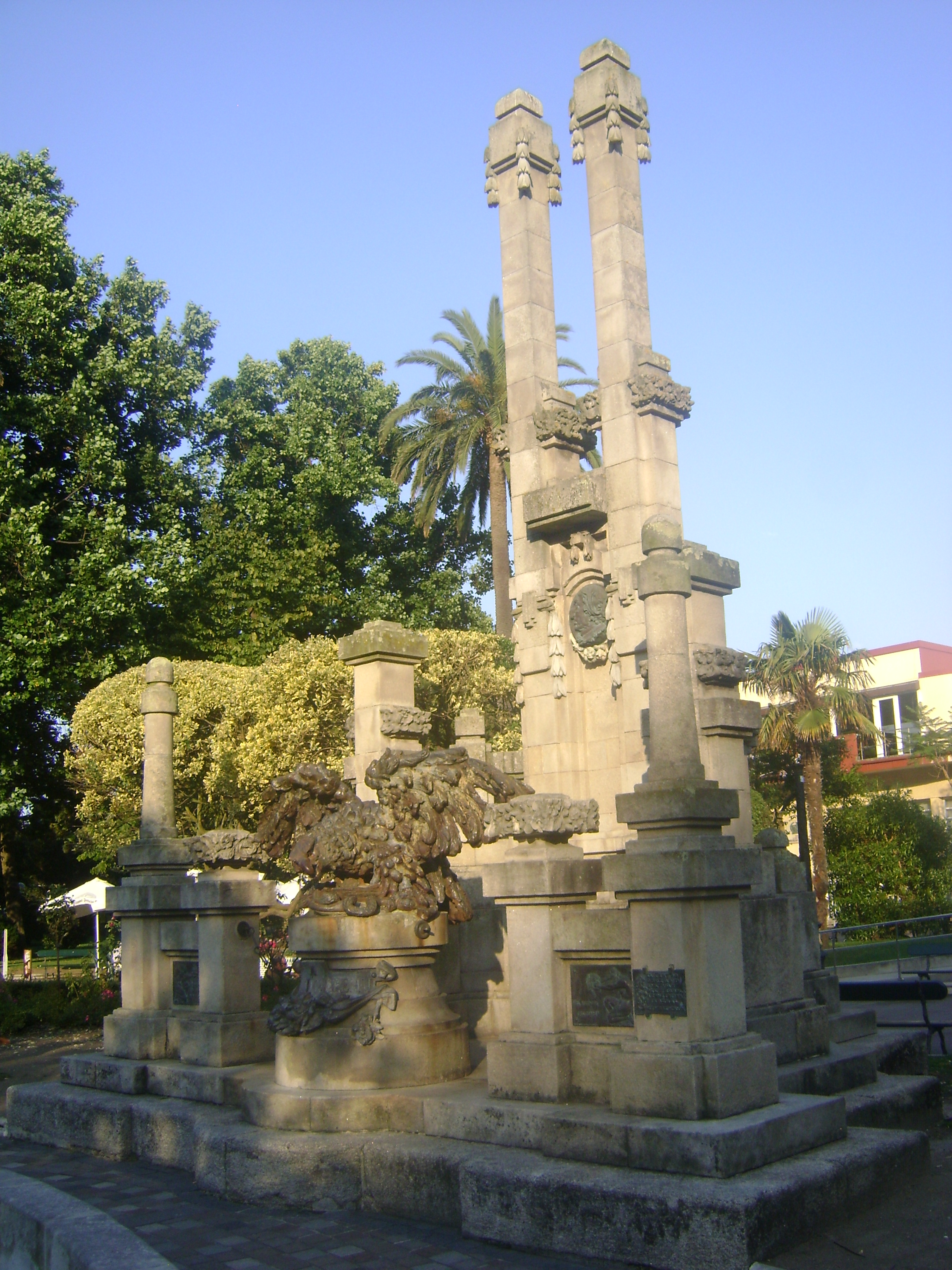
Monumento a Concepción Arenal na Corunha.

Em 1872, funda a Construtora Benéfica, uma sociedade que constrói casas baratas para operários. Posteriormente também colabora com a organização em Espanha da Cruz Vermelha do Socorro, para os feridos das Guerras Carlistas.

## Últimos anos
As duas últimas décadas da sua vida passou-as com o filho Fernando, primeiro em Xixón e, após uma breve passagem por Pontevedra, em Vigo. Foram anos de muito intensa atividade social e intelectual, apesar do seu precário estado de saúde. Exceto por pequenos períodos e por motivos de piora da sua saúde, Concepción Arenal não parou de escrever, estudar e revisar as suas próprias obras e ideias até ao fim da sua vida. Boa prova disso temo-la na sua ampla bibliografia, que tem três grandes temas: as denominadas "questão social", "penitenciária" e "feminina". A sua obra teve repercussão internacional ainda que Concepción Arenal não saísse nunca de Espanha. Porém, enviou informes a congressos internacionais que foram bem acolhidos pelos especialistas ali presentes; colaborou em publicações e livros editados em francês e inglês; ilustres personagens do âmbito penal e penitenciário, como Roeder e E. C. Wines, elogiaram a sua obra e pessoa; livros dela, como El visitador del pobre e El visitador del preso, foram traduzidos para outras línguas.

## Morte
Em 1884 seu filho Ramón, militar estabelecido em Cuba, morre e em 1889 ela se muda para Vigo com seu filho Fernando, onde morreu em 4 de fevereiro de 1893. Foi enterrada em Vigo, onde em seu epitáfio se lê o lema que a acompanhou durante toda a sua vida: À virtude, a uma vida, à ciência.

## Legado
Um elemento essencial para compreender tanto a sua vida como a sua obra, é constituído pela sua proximidade do ideário liberal e krausista; e também o seu contacto com destacadas pessonalidades liberais da época, com quem partilhou relações de amizade e projectos de carácter social e intelectual, como o seu amigo e cunhado Manuel de la Cuesta, Salustiano Olózaga, Juana de Vega, Fernando de Castro, Francisco Giner de los Ríos, Gumersindo de Azcárate, etc.

## Obra

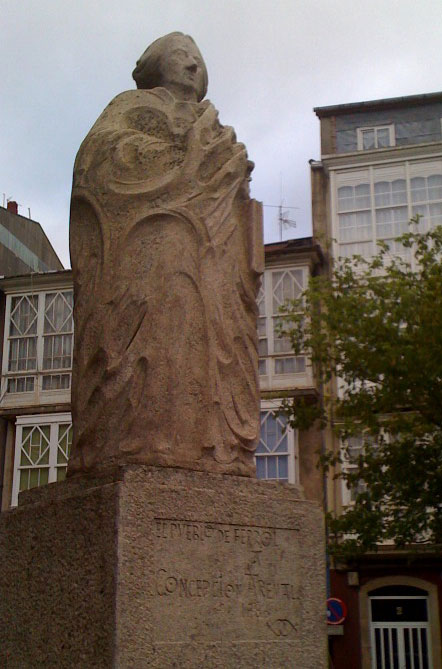
Monumento a Concepción Arenal en Ferrol.

- Fábulas en verso originales, Madrid, Tomás Fortanet. 1851.
- La beneficencia, la filantropía y la caridad, Madrid, Imprenta del Colegio de Sordo-Mudos y de Ciegos, 1861.
- Manual del visitador del pobre, Madrid, Imprenta de Tejado, 1863.
- Manuel du visiteur du pauvre, París, Ambroise Bray Libraire-Editeur, 1864.
- Cartas a los delincuentes, La Coruña, Imprenta del Hospicio, 1865.
- El reo, el pueblo y el verdugo, o la ejecución pública de la pena de muerte, Madrid, Establecimiento Tipográfico de Estrada, Díaz y López, 1867.
- La voz que clama en el desierto, La Coruña, Tipografía de la Casa de Misericordia, 1868.
- Examen de las bases aprobadas por las Cortes, para la reforma de las prisiones, Madrid, Imprenta de la Revista de Legislación, 1869.
- La mujer del porvenir. Artículos sobre las conferencias dominicales para la educación de la mujer, celebradas en el Paraninfo de la Universidad de Madrid, Sevilla-Madrid, Eduardo Perié-Félix Perié, 1869.
- Estudios penitenciarios, Madrid, Imprenta de T. Fortanet, 1877.
- La cárcel llamada Modelo, Madrid, Imprenta de T. Fortanet, 1877.
- Las colonias penales de la Australia y la pena de deportación, Madrid, Imprenta y Librería de Eduardo Martínez, 1877.
- «La récidive en Espagne.» Bulletin de la Société Générale des Prisons, 6 (junio de 1878), pp. 575–586.
- Ensayo sobre el derecho de gentes, Madrid, Imprenta de la Revista de Legislación, 1879.
- «Hay Irlanda, pero no Cobden.» La Ilustración Gallega y Asturiana, 34 (8 de diciembre de 1880), pp. 418–419.
- «Mi vida. A... que me pedía con insistencia apuntes para escribir mi biografía.» La Ilustración Gallega y Asturiana, 31 (8 de noviembre de 1880), p. 385.
- Cuadros de la guerra, Ávila, Imprenta de la Propaganda Literaria, 1880.
- La cuestión social. Cartas a un obrero y a un señor, Ávila, Imprenta de la Propaganda Literaria, 1880.
- La instrucción del pueblo, Madrid, Real Academia de Ciencias Morales y Políticas (Tip. Guttenberg), 1881.
- Lettre à M. Le Directeur General de L’Administration Pénitentiaire D’Espagne, Bulletin de la Société Générale des Prisons, 4 (abril de 1883), pp. 468–475.
- La mujer de su casa, Madrid, Gras y Compañía Editores, 1883.
- «Idea del cielo.» Almanaque de las damas para 1885, Puerto Rico, Imprenta y Librería de José González Font, 1884.
- «Clinique criminelle.» Bulletin de la Société Générale des Prisons, nº 7 (noviembre de 1886), pp. 857–866.
- «Psychologie comparée du délinquant.» Bulletin de la Société Générale des Prisons, 5 (mayo de 1886), pp. 647–655.
- «La educación de la mujer.» Boletín de la Institución Libre de Enseñanza, T. XVI (1892), pp. 305–312.
- «El delito colectivo.» Madrid, La España Moderna, 1892.
- Manuel du visiteur du prisonnier, París, Au Secrétariat de l’Oeuvre des Libérées de Saint-Lazare, 1893.
- «El visitador del preso.» Madrid, La España Moderna, 1894.
- Obras Completas, Madrid, Librería de Victoriano Suárez, 1894-1913.
- «Estado actual de la mujer en España.» Boletín de la Institución Libre de Enseñanza, T. XIX (1895 ), pp. 239–252.
- Informes presentados en los Congresos Penitenciarios de Estocolmo, Roma, San Petersburgo y Amberes, Madrid, Librería de Victoriano Suárez, 1896.
- El pauperismo, Madrid, Librería de Victoriano Suárez, 1897.
- «A Méndez Núñez.» En Vigo y doña Concepción Arenal. El libro de la velada (10 de setembro de 1897), Madrid, Establecimiento Tipográfico de la viuda e hijos de Manuel Tello, 1898.
- La igualdad social y política y sus relaciones con la libertad, Madrid, Librería de Victoriano Suárez, 1898.
- «Juicio crítico de las obras de Feijoo.» En Antología popular, Buenos Aires, Editorial Galicia, 1966.
- Dios y libertad, Pontevedra, Diputación Provincial, 1996.

### Artigos relacionados
- Praça Concepción Arenal